# Бігосово (станція)
Біго́сово (біл. Біго́сава, до 1911 року — Георгівська (біл. Георгіеўска) — прикордонна залізнична станція 4-го класу Вітебського відділення Білоруської залізниці на лінії Полоцьк — Бігосово. Розташована в однойменному агромістечку Бігосово Верхньодвінського району Вітебської області. Є передатною з Латвійською залізницею.
Будівля залізничного вокзалу є об'єктом Державного списку історико-культурних цінностей Республіки Білорусь.

## Історія
Станція Бігосово відкрита 1866 року, під час будівництва Ризько-Орловської залізниці. Спочатку станційне поселення, як і станція, мали назву — Георгіївська і складалася з трьох будівель: дерев'яної будівлі станції, пакгауза та житлового будинку. Станція поступово розширювалася. У 1901 році прокладені додаткові колії для вантажних поїздів, побудовані будинки для залізничників, що обслуговували станцію. Станом на 1904 рік станція Георгіївська Сушківської волості налічувала три двори та 23 жителя.
За переказами, у 1910 році під час однієї з вечірок місцевих поміщиків, серед яких був і власник маєтку Бігусово Вітольд Нітославський, було розіграно у карти право змінити назву станції. Нітославський був щасливий у грі і, отримавши виграш, назвав у 1911 році станцію ім'ям найкрасивішого в тутешніх місцях і улюбленого їм маєтку — Бігусово. У 1930-х роках прищепилася русифікована назва — Бігосово.
Свого часу станція була підпорядкована «Головному управлінню залізниць Латвії». 18 жовтня 1920 року станція Бігосово була вилучена зі списку станцій «Головного управління залізниць Латвії».
1924 року прийнято рішення про будівництво відповідного призначенням прикордонної станції будівлі залізничного вокзалу. У 1926 році вокзал прийняв перших пасажирів. Серед знаменитих сучасників, які проїжджали через станцію Бігосово, були поет Латвії Ян Райніс, радянський дипломатичний кур'єр Нетте, знаменитий співак Леонід Собінов.
У вересні 1928 року білоруський політичний діяч Язеп Мамонька отримав візу для приїзду до СРСР, де відразу, 11 вересня 1928 року, був заарештований ГПУ БРСР на станції Бігосово, згодом відправлений до Москви. Із січня 1929 року постановою колегії ОГПУ СРСР Язеп Мамонька був засуджений до 10 років таборів.
На початку липня 1941 року Бігосово було окуповано німецькими військами. Зі станції вивозилося населення на примусові роботи до Німеччини. Наприкінці 1941 року в околицях Бігосово розгорнувся партизанський рух.
У радянські часи вокзал також експлуатувався в якості автостанції. Обслуговувалися міжреспубліканські рейси Даугавпілс — Полоцьк, Резекне — Полоцьк, а також місцеві автобусні рейси. Вартість квитків наприкінці 1980-х років від Бігосово до Новополоцька становила 1,95 карбованців для дорослих і 1,05 крб для дітей. Приміський поїзд у напрямку Ропнянська — Бігосово коштував трохи більше 1 карбованця для дорослих, для дітей  — 0,27-0,29 крб.
2011 року на ділянці Бігосово — Даугавпілс відновлено пасажирське сполучення Рига — Мінськ.

## Пасажирське сполучення
По станції здійснюється оборот регіональних поїздів економкласу сполученням Полоцьк — Бігосово.